# Liste der Kulturdenkmäler in Oberheimbach
In der Liste der Kulturdenkmäler in Oberheimbach sind alle Kulturdenkmäler der rheinland-pfälzischen Ortsgemeinde Oberheimbach aufgeführt. Grundlage ist die Denkmalliste des Landes Rheinland-Pfalz (Stand: 3. April 2024).

## Denkmalzonen
| Bezeichnung                    | Lage                                                | Baujahr         | Beschreibung | Bild                           |
| ------------------------------ | --------------------------------------------------- | --------------- | --- | ------------------------------ |
| Denkmalzone Jüdischer Friedhof | südwestlich des Ortes; Distrikt Am Heiligkreuz Lage | 18. Jahrhundert | wohl im 18. Jahrhundert angelegt, bauzeitliches Friedhofstor und Teil der Einfriedung erhalten; über 60 Grabsteine, drei aus dem 18. Jahrhundert, die übrigen vom 19. Jahrhundert bis zum Zweiten Weltkrieg | weitere Bilder Fotos hochladen |

## Einzeldenkmäler
| Bezeichnung                            | Lage                               | Baujahr                         | Beschreibung | Bild                           |
| -------------------------------------- | ---------------------------------- | ------------------------------- | --- | ------------------------------ |
| Wohnhaus                               | Gambachstraße 8 Lage               | frühes 18. Jahrhundert          | barockes Fachwerkhaus, verputzt, wohl aus dem frühen 18. Jahrhundert                                                                           | Fotos hochladen                |
| Katholische Heilig-Kreuz-Kapelle       | Hauptstraße ohne Nummer Lage       |                                 | im Kern mittelalterlicher Saalbau, 1886 überformt                                                                                              | weitere Bilder Fotos hochladen |
| Lamberger Hof                          | Hauptstraße 18 Lage                | 1677                            | frühbarocker Fachwerkbau, teilweise massiv, verputzt, Treppenturm bezeichnet 1677                                                              | Fotos hochladen                |
| Katholische Pfarrkirche St. Margaretha | Hauptstraße 41 Lage                | 13. oder 14. Jahrhundert        | im Kern frühgotische Basilika; barocker Dachreiter und Westturm, bezeichnet 1766; Michaelskapelle, 17. Jahrhundert; platz- und ortsbildprägend | Fotos hochladen                |
| Gemeindehaus                           | Hauptstraße 43 Lage                | 1920er Jahre                    | Heimatstil-Doppelgiebelhaus, 1920er Jahre; platzbildprägend                                                                                    | Fotos hochladen                |
| Wohnhaus                               | Hauptstraße 57 Lage                | 1411                            | im Kern spätgotisches Fachwerkhaus, verputzt, um 1411; Nebengebäude bezeichnet 1708                                                            | Fotos hochladen                |
| Wohnhaus                               | Hauptstraße 74 Lage                | um 1700                         | Fachwerkhaus, wohl um 1700 (bezeichnet 1636)                                                                                                   | Fotos hochladen                |
| Spolie                                 | Hauptstraße, an Nr. 85 Lage        | 1684                            | Haustür-Sturzriegel, bezeichnet 1684 | Fotos hochladen                |
| Kreuzmühle                             | Hauptstraße 132 Lage               | 1754                            | auch „Kornmühle“; barocker Mansarddachbau, teilweise Fachwerk, bezeichnet 1754                                                                 | Fotos hochladen                |
| Kriegerdenkmal                         | Hauptstraße, Ecke Kirchstraße Lage | 1920er Jahre                    | Kriegerdenkmal 1914/18, Obelisk, Heiliger Georg, 1920er Jahre                                                                                  | Fotos hochladen                |
| Wohnhaus                               | Hintergasse 10 Lage                | um 1700                         | barockes Fachwerkhaus, um 1700 | BW                             |
| Wohnhaus                               | Hintergasse 11 Lage                | 17. oder frühes 18. Jahrhundert | barockes Fachwerk-Wohnstallhaus, 17. oder frühes 18. Jahrhundert                                                                               | Fotos hochladen                |
| Gasthaus „Im Krug zum grünen Kranze“   | Kirchstraße 9 Lage                 | 1898                            | späthistoristischer Fachwerkbau, teilweise massiv, 1898 mit älteren Teilen                                                                     | Fotos hochladen                |
| Wartturm                               | Kirchstraße 21 Lage                |                                 | Wartturm der ehemaligen Ortsbefestigung, spätmittelalterlicher Bruchsteinturm; modern überbaut                                                 | Fotos hochladen                |

## Ehemalige Kulturdenkmäler
| Bezeichnung           | Lage               | Baujahr                 | Beschreibung | Bild            |
| --------------------- | ------------------ | ----------------------- | --- | --------------- |
| Katholischer Pfarrhof | Kirchstraße 3 Lage | 17. bis 19. Jahrhundert | ehemaliger katholischer Pfarrhof; Hakenhof, 17. bis 19. Jahrhundert; barocker Krüppelwalmdachbau, Fachwerk, bezeichnet 1680 und 1786 (erneuert); Scheune wohl aus dem 18. Jahrhundert; ehemalige Waschküche, Walmdachbau, späteres 19. Jahrhundert; teilweise abgebrochen und durch Neubau ersetzt; aus Denkmalliste gelöscht | Fotos hochladen |